# Le Cœur à l'ouvrage
Pour plus de détails, voir Fiche technique et Distribution.
Le Cœur à l'ouvrage est un film français réalisé par Laurent Dussaux et sorti en 2000.

## Fiche technique
- Réalisation : Laurent Dussaux
- Scénario : Tonino Benacquista
- Production :  Ciné Valse, Les Films du Pré
- Image : Paco Wiser
- Musique : François Staal
- Costumes : Marielle Robaut
- Montage : Thierry Derocles
- Durée : 97 minutes
- Date de sortie :
  - France : 12 juillet 2000

## Distribution
- Mathilde Seigner : Chloë
- Amira Casar : Noëlle
- Marc Citti : Bruno
- Bruno Slagmulder : Julien
- Catherine Jacob : Françoise
- Micheline Presle : Madeleine
- Patrick Catalifo : Marc
- Antoine Duléry : professeur
- Nadia Fossier : Lorraine
- Margot Abascal : Sophie
- Sophie Gourdin : Marianne
- François Perrot : Ronald
- Christine Citti : Mme. Combescot
- Maher Kamoun